# Heinz Schubert

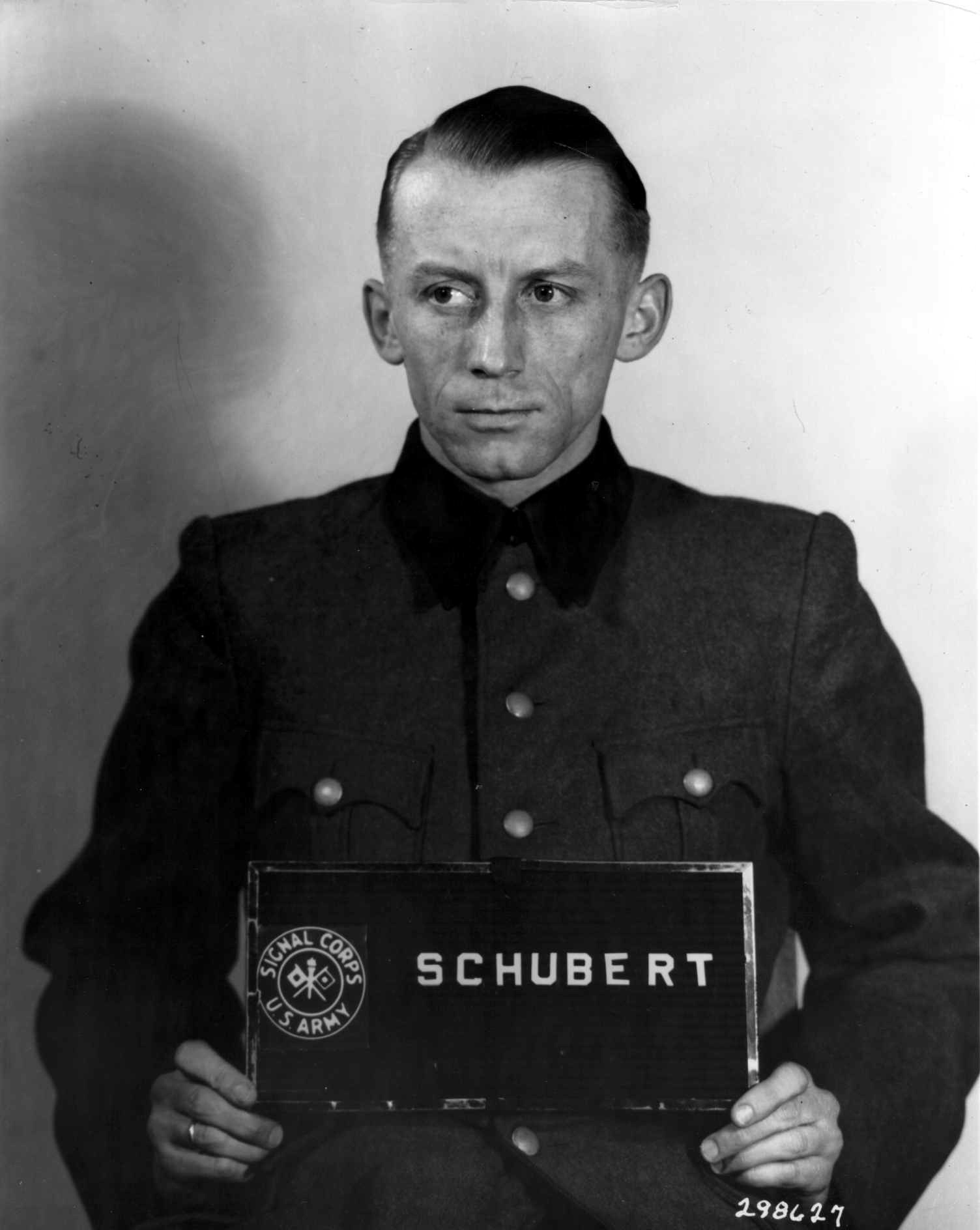
Heinz Schubert.

Heinz Hermann Schubert, född den 27 augusti 1914 i Berlin, död den 17 augusti 1987 i Bad Oldesloe, var en tysk SS-Obersturmführer. Han var medlem av Einsatzgruppe D och Otto Ohlendorfs adjutant.
Vid Einsatzgruppenrättegången i Nürnberg 1947–1948 dömdes Schubert till döden genom hängning, men straffet omvandlades 1951 till 10 års fängelse. Han frisläpptes dock redan 1952.